# Neobisium absoloni
Espèce
Neobisium absoloni est une espèce de pseudoscorpions de la famille des Neobisiidae.

## Distribution
Cette espèce se rencontre en Bosnie-Herzégovine et au Monténégro.

## Liste des sous-espèces
Selon Pseudoscorpions of the World (version 3.0) :
- Neobisium absoloni absoloni Beier, 1938
- Neobisium absoloni grande Beier, 1939
- Neobisium absoloni tacitum Beier, 1939

## Étymologie
Cette espèce est nommée en l'honneur de Karel Absolon.

## Publications originales
- Beier, 1938 : Vorläufige Mitteilung über neue Höhlenpseudoscorpione der Balkanhalbinsel. Studien aus dem Gebiete der Allgemeinen Karstforschung, der Wissenschaftlichen Höhlenkunde, der Eiszeitforschung und den Nachbargebieten, vol. 3, p. 5-8.
- Beier, 1939 : Die Höhlenpseudoscorpione der Balkanhalbinsel. Studien aus dem Gebiete der Allgemeinen Karstforschung, der Wissenschaftlichen Höhlenkunde, der Eiszeitforschung und den Nachbargebieten, vol. 4, p. 1-83.